# Cá bống van mắt
Cá bống van mắt, tên khoa học Oxyurichthys tentacularis, còn gọi là cá bống thệ hay cá thệ, là một loài cá bống được tìm thấy ở Tây Thái Bình Dương, từ Transkei về phía bắc, Zanzibar và Madagascar đến Tây Thái Bình Dương nhiệt đới. Loài này có thể đạt đến chiều dài 17 cm (6,7 in).